# Parinda
Pour plus de détails, voir Fiche technique et Distribution.
Parinda est un  film indien, réalisé et produit par Vidhu Vinod Chopra sorti en 1989. 
À travers l'histoire de deux frères, interprétés par Jackie Shroff et Anil Kapoor, il décrit la pègre bombaikar dominée par Nana Patekar. Les chansons sont composées par Rahul Dev Burman sur des paroles de Khurshid Hallauri et interprétées par Asha Bhosle et Suresh Wadkar.

## Synopsis
Pour assurer les études de son jeune frère Karan, Kishen entre secrètement dans le gang du redoutable Anna. Au retour de sa formation aux États-Unis, Karan découvre les activités criminelles de son frère et assiste à l'assassinat, commandité par Anna, de son meilleur ami, l'inspecteur Prakash qui est également le frère de Paro dont il est amoureux. Pour se venger, et malgré l'opposition de Kishen, Karan entre au service d'Anna et entreprend d'exacerber les conflits entre bandes rivales afin de provoquer la chute du mafioso. Mais il est abattu, ainsi que Paro, lors de leur nuit de noces.

## Fiche technique
- Titre : Parinda
- Titre original en hindi :  परिंदा
- Réalisateur : Vidhu Vinod Chopra
- Scénario : Vidhu Vinod Chopra, Shivkumar Subramaniam
- Musique :  Rahul Dev Burman
- Parolier : Khurshid Hallauri
- Chorégraphie : Bhushan Lakhandri
- Direction artistique : Nitin Chandrakant Desai, Nitish Roy
- Photographie : Binod Pradhan
- Montage : Renu Saluja
- Cascades et combats : Ravi Dewan et Shahid Ali
- Production : Vidhu Vinod Chopra (Natraj Productions, Vinod Chopra Productions)
- Langue : hindi
- Pays d'origine :  Inde
- Format : Couleurs
- Genre : film de gangsters, action, drame et romance
- Durée : 154 minutes
- Dates de sortie : 
  -  Inde : 3 novembre 1989

## Distribution
- Anil Kapoor : Karan
- Madhuri Dixit : Paro
- Jackie Shroff : Kishen
- Anupam Kher : Inspector Prakash
- Nana Patekar : Anna
- Suresh Oberoi : Abdul
- Tom Alter : Musa
- Vidhu Vinod Chopra : un cadavre

## Musique
Le film comporte quatre chansons composées par Rahul Dev Burman sur des paroles de Khurshid Hallauri.
- Kitni Hai Pyari Pyari - Suresh Wadkar, Shailendra Singh (4:14)
- Pyar Ke Mod Pe - Suresh Wadkar, Asha Bhosle (6:31)
- Sehra Mein Dulha Hoga - Suresh Wadkar, Shailendra Singh (6:32)
- Tum Se Milke - Suresh Wadkar, Asha Bhosle (5:11)

## Récompenses et distinctions
Filmfare Awards 1989
- Meilleur réalisateur : Vidhu Vinod Chopra
- Meilleur acteur : Jackie Shroff
- Meilleur second rôle : Nana Patekar
- Meilleur montage : Renu Saluja
- Meilleur scénario : Shivkumar Subramaniam

National Film Awards
- Meilleur second rôle : Nana Patekar
- Meilleur montage : Renu Saluja